# Oryzias timorensis
Espèce
Statut de conservation UICN

 CR  : 
En danger critique
Oryzias timorensis est une espèce de poissons d'eau douce de la famille des Adrianichthyidae.

## Répartition
Ce poisson est endémique d'Indonésie. Il n'est présent que sur l'île de Timor.

## Description
Oryzias timorensis peut mesurer jusqu'à 40 mm de longueur totale.

## Aquariophilie
Bien que de petite taille, cette espèce est difficile à maintenir en aquarium.

## Classification
Le nom valide complet (avec auteur) de ce taxon est Oryzias timorensis (Weber & de Beaufort, 1922).
L'espèce a été initialement classée dans le genre Aplocheilus sous le protonyme Aplocheilus timorensis Weber & de Beaufort, 1922,.
Oryzias timorensis a pour synonyme :
- Aplocheilus timorensis Weber & de Beaufort, 1922

### Étymologie
Son épithète spécifique, composée de timor et du suffixe latin -ensis, « qui vit dans, qui habite », lui a été donnée en référence à sa localité type, l'île de Timor. 

### Publication originale
- (en) Max Weber et L. F. de Beaufort, The fishes of the Indo-Australian Archipelago : Heteromi, Solenichthyes, Synentognathi, Percesoces, Labyrinthici, Microcyprini, vol. 4, Leyde, E. J. Brill, 1922, 422 p. (lire en ligne), p. 373-374.